# Abdul Rahman Mowakket
Abdul Rahman Mowakket, nacido el año 1946 en Siria, es un escultor contemporáneo.